# アテナイオス
アテナイオスあるいはアテーナイオス（古希: Ἀθήναιος Nαυκράτιος、古代ギリシア語ラテン翻字: Athḗnaios Naukrátios、fl. 200年ごろ）は、ローマ帝国期のギリシア語散文作家、雄弁家、文法家である。エジプトのナウクラティス出身のためナウクラティスのアテナイオスとも呼ばれる。『スーダ辞典』は「マルクスの頃の人」とのみ伝える。しかし、コンモドゥス（192年没）についてのアテナイオスの記述から推定するに、コンモドゥスのころまで生きていたらしい。
著書『食卓の賢人たち』における食卓と当時の料理の描写で知られる。アテナイオスは自身の代表的な著作を、「タラッタ」（thratta）という魚についての論文（この魚はアルキッポスと他の喜劇詩人によって言及されている）およびシリアの諸王の歴史とみなしていたが、双方とも散逸した。 

## 作品
- 『食卓の賢人たち』(デイプノソフィスタイ、古希: Δειπνοσοφισται)

2世紀ごろのローマで行われた宴会の物語。出席した賢人たちが人間の愛を云々する。
- 完訳版：柳沼重剛訳、全5巻、京都大学学術出版会「西洋古典叢書」、1997年-2004年
  - 抄訳版：岩波文庫、初版1992年